# IC 5331
IC 5331 — галактика типу Sab (компактна витягнута галактика) у сузір'ї Пегас.
Цей об'єкт міститься в оригінальній редакції індексного каталогу.